# Кубок Азербайджана по футболу 2017/2018
Кубок Азербайджана по футболу 2017/2018 (азерб. Azərbaycan Milli Futbol Kuboku 2017/2018) — 26-й розыгрыш ежегодного национального кубка.
Турнир стартовал двумя матчами первого раунда 11 октября 2017 года, по итогам которых определились все участники 1/8 финала.
В двух матчах 1/8 финала, сыгранных 28 ноября, «Карабах» и «Нефтчи» ожидаемо обыграли клубы Первого дивизиона. Остальные шесть матчей 1/8 финала прошли на следующий день также без неожиданностей.
В первых матчах четвертьфинала были зафиксированы минимальные победы «Зиря» над «Нефтчи» и «Габалы» над «Сабаилом», уверенная победа «Кешля» над «Кяпазом» со счётом 2:0, а также волевая победа «Карабаха» над «Сумгаитом» после проигранного первого тайма. В ответные встречах «Нефтчи» довольно неожиданно сумел отыграться после поражения в первом матче, а «Сумгаит» и вовсе сенсационно выбил из турнира «Карабах», забив два безответных мяча в ворота лидера азербайджанского футбола. «Габала» и «Кешля» же ожидаемо без проблем провели ответные поединки, оформив выходы в полуфинал.
В первых матчах полуфинала «Кешля» в самой концовке дожала «Сумгаит», благодаря голу со штрафного парагвайца Сесара Месы Кольи, в то время как «Нефтчи» довольно неожиданно одолел в гостях «Габалы», играя заметно лучше соперника. В ответных матчах «Габала» сумела в гостях отыграться за поражение в первой встрече, при этом пропустив уже на 9-й минуте, но затем забив три безответных гола. «Кешля» свела свой поединок к ничье и, как и «Габала», вышла в финал турнира.
В финале, проходившем 28 мая в Габале, фактические хозяева поля и фавориты избрали оборонительную тактику, выставив пять защитников, что привело к почти полному отсутствию моментов у чужих ворот. «Кешля» же на 71-й минуте поединка забила единственный в нём гол: отличился азербайджанский нападающий Фарджад-Азад. «Кешля» таким образом впервые в своей истории выиграла Кубок Азербайджана, а «Габала» в очередной раз осталась без этого трофея.

## Первый раунд
Жеребьёвка первого раунда прошла 6 октября 2017 года.
| 11 октября 2017 матч 1 | Ахсу (2) | 0:1     | Миль-Мугань (2)                                    | Ахсу                                                                |
| 15:00 AZST (UTC+5)     |          | (отчёт) | В.Алибабаев 78' · В.Мехралиев 80′ · А.Бабазаде 82' | Стадион: Городской стадион Ахсу Зрителей: 80 Судья: Ряван Хамзазаде |

| 11 октября 2017 матч 2 | МОИК (2)                                                        | 2:1     | Туран-Товуз (2)              | Баку                                                                   |
| 15:00 AZST (UTC+5)     | И.Ибрагимли 15′ · T.Мурадов 34' · M.Алиев 57' · Г.Ибрагимов 85′ | (отчёт) | Э.Самадов 41′ · Э.Тагиев 81' | Стадион: Тренировочная база ФК Баку Зрителей: 100 Судья: Орхан Мамедов |

## Второй раунд
Жеребьёвка второго раунда прошла 6 октября 2017 года.
| 29 ноября 2017 матч 3 | Габала (1) | 8:0     | Миль-Мугань (2)                                                                     | Габала                                                                  |
| 14:00 AZT (UTC+4)     | Гусейнов 30′ (пен.) · Курбанов 42′ · Озобич 45+1′, 58′, 84′ · У.Искендеров 52′ · H.Гаджиев 64' 85′ · Эхисун 73′ | (отчёт) | Д.Гасанов 29' · А.Бабазаде 45' · С.Бабаев 55' 83' · В.Мехралиев 75' · Э.Мамедов 77' | Стадион: Габалинский городской стадион Зрителей: 400 Судья: Зия Насиров |

| 29 ноября 2017 матч 4 | Шувелян (2)                                                                             | 1:2     | Сабаил (1)                                      | Баку                                                  |
| 13:30 AZT (UTC+4)     | Э.Гасаналиев 10′ · T.Нариманов 79' · O.Сафияроглу 81' · М.Хашимли 86' · В.Абдуллаев 88' | (отчёт) | А.Гусейнов 60′ 81' · Н.Новрузов 67' · Стати 78′ | Стадион: АЗАЛ Арена Зрителей: 100 Судья: Фариз Юсифов |

| 29 ноября 2017 матч 10 | Зиря (1)                                                                           | 3:0     | Хазар Баку (2)                   | Баку                                                                       |
| 16:00 AZT (UTC+4)      | А.Шемонаев 30' · С.Гулиев 45' · Искендерли 58′, 83′ · O.Алиев 80′ · M.Байрамов 86' | (отчёт) | Э.Рахимзаде 62' · M.Теймуров 72' | Стадион: Олимпийский спорткомплекс Зиря Зрителей: 500 Судья: Орхан Мамедов |

| 28 ноября 2017 матч 5 | Нефтчи Баку (1)                                                 | 5:0     | Загатала (2)     | Баку                                                      |
| 17:00 AZT (UTC+4)     | Сеговия 8′, 35′, 54′ · Кривоцюк 24' · Баргас 50′ · Махмудов 59′ | (отчёт) | Э.Сулейманов 24' | Стадион: Баксель Арена Зрителей: 300 Судья: Рашад Ахмадов |

| 29 ноября 2017 матч 6 | МОИК (2)      | 0:3     | Кешля (1)                                                                          | Баку                                                                     |
| 13:30 AZT (UTC+4)     | Ж.Гаджиев 41' | (отчёт) | Скарлатаке 41′ · Фарджад-Азад 43' · M.Аббасов 65′ · M.Гаяли 79' · Р.Магеррамлы 80′ | Стадион: Тренировочная база ФК Баку Зрителей: 200 Судья: Ряван Хамзазаде |

| 29 ноября 2017 матч 7 | Кяпаз (1)                                                                    | 3:0     | Бине (2)                       | Баку                                                  |
| 13:30 AZT (UTC+4)     | С.Рагимов 39' 83′ (пен.) · T.Рзаев 59' · K.Диниев 65' · И.Сафарзаде 66′, 71′ | (отчёт) | Б.Солтанов 62' · Ж.Рахимлы 83' | Стадион: Далга Арена Зрителей: 50 Судья: Наиль Нагиев |

| 28 ноября 2017 матч 8 | Карабах (1)               | 2:0     | Карадаг (2)   | Баку                                                      |
| 16:00 AZT (UTC+4)     | Исмайлов 57′ · Энрике 81′ | (отчёт) | М.Рагимов 66' | Стадион: Азерсун Арена Зрителей: 900 Судья: Рамиль Диниев |

| 29 ноября 2017 матч 9 | Сумгаит (1)                                          | 3:0     | Сабах (2) | Сумгаит                                                         |
| 16:00 AZT (UTC+4)     | K.Мирзаев 49′ · Юнанов 68′, 73′ · Б.Гасанализаде 77' | (отчёт) |           | Стадион: Капитал Банк Арена Зрителей: 300 Судья: Эльвин Асгаров |

## 1/4 финала
В четвертьфинале соперники провели между собой по два матча.
| 11 декабря 2017 матч 11 (первый) | Габала (1)                                          | 1:0     | Сабаил (1) | Габала                                                                      |
| 16:00 AZT (UTC+4)                | Жозеф-Монроз 59′ · Д.Гусейнов 76' · Станкович 90+3' | (отчёт) |            | Стадион: Габалинский городской стадион Зрителей: 400 Судья: Ряван Хамзазаде |

| 15 декабря 2017 матч 11 (ответный) | Сабаил (1)                              | 2:4 (2–5 по сумме двух матчей) | Габала (1)                                                            | Баку                                                     |
| 16:00 AZT (UTC+4)                  | Поповичи 16′ · Надиров 37' · Тагаев 78′ | (отчёт)                        | Озобич 22′ · Курбанов 24' 44′ · Коне 56′ 59' · Дабо 75′ · Аббасов 77' | Стадион: Баил Арена Зрителей: 250 Судья: Ингилаб Мамедов |

| 10 декабря 2017 матч 12 (первый) | Зиря (1)                                                              | 1:0     | Нефтчи Баку (1)               | Баку                                                                           |
| 16:00 AZT (UTC+4)                | Мустафаев 40' · А.Шемонаев 43' · С.Гулиев 60' · Манга 86′ · Гадзе 88' | (отчёт) | Абышов 88' · Мирзабеков 90+1' | Стадион: Олимпийский спорткомплекс Зиря Зрителей: 1 000 Судья: Ингилаб Мамедов |

| 14 декабря 2017 матч 12 (ответный) | Нефтчи Баку (1)              | 2:0 (2–1 по сумме двух матчей) | Зиря (1) | Баку                                       |
| 19:00 AZT (UTC+4)                  | Баргас 37′ · M.Аббасов 45+2′ | (отчёт)                        |          | Стадион: Баксель Арена Судья: Фариз Юсифов |

| 10 декабря 2017 матч 13 (первый) | Кешля (1) | 2:0     | Кяпаз (1)                        | Баку                                                |
| 14:00 AZT (UTC+4)                | Фарджад-Азад 18′ · Р.Магеррамлы 41′ · Гулиев 58' · Скарлатаке 62' · С.Алхасов 62' · M.Аббасов 69' · Ф.Байрамов 81' | (отчёт) | Джалилов 39' · И.Сафарзаде 90+2' | Стадион: Шафа Зрителей: 1 000 Судья: Рауф Джаббаров |

| 14 декабря 2017 матч 13 (ответный) | Кяпаз (1)                                                              | 2:3 (2–5 по сумме двух матчей) | Кешля (1)                                             | Гянджа                                                                                |
| AZT (UTC+4)                        | И.Садыгов 36' · С.Рагимов 48′ 90+4' · С.Дьялло 68' · K.Абдуллазаде 80′ | (отчёт)                        | M.Аббасов 34′, 85′ · Фарджад-Азад 82′ · Э.Алиев 90+1' | Стадион: Гянджинский центральный городской стадион Зрителей: 700 Судья: Орхан Мамедов |

| 11 декабря 2017 матч 14 (первый) | Карабах (1)             | 2:1     | Сумгаит (1)                             | Баку                                                      |
| 19:00 AZT (UTC+4)                | Ричард 57′ · Энрике 85′ | (отчёт) | Эйюбов 23′ · А.Салахлы 51' · Велиев 88' | Стадион: Азерсун Арена Зрителей: 450 Судья: Рамиль Диниев |

| 15 декабря 2017 матч 14 (ответный) | Сумгаит (1)                                                           | 2:0 (3:2 по сумме двух матчей) | Карабах (1)                          | Сумгаит                                                          |
| 19:00 AZT (UTC+4)                  | K.Мирзаев 22′ · Б.Гасанализаде 51' · M.Джаннатов 88' · Юнанов 90′ 90' | (отчёт)                        | Герье 58' · Жезничак 63' · Мичел 87' | Стадион: Капитал Банк Арена Зрителей: 1 326 Судья: Рагим Гасанов |

## 1/2 финала
В рамках полуфинала соперники провели между собой по два матча
| 12 апреля 2018 матч 15 (первый) | Габала (1)                                    | 1:2     | Нефтчи Баку (1)                                | Габала                                                                         |
| 19:00 AZST (UTC+5)              | Озобич 68' · Г.Алиев 88' · Жозеф-Монроз 90+1′ | (отчёт) | Гомес 29′ · Алескеров 45′ 86' · Р.Азизли 90+3' | Стадион: Габалинский городской стадион Зрителей: 2 800 Судья: Ингилаб Маммедов |

| 18 апреля 2018 матч 15 (ответный) | Нефтчи Баку (1)                                  | 1:3 (3:4 по сумме двух матчей) | Габала (1)                                                                                           | Баку                                                         |
| AZST (UTC+5)                      | Мустивар 9′ · Меса 46' · Абышов 59' · Эррера 84' | (отчёт)                        | Дабо 20′, 30′ · Аббасов 38' · Жозеф-Монроз 41' · Курбанов 45' · Гусейнов 60′ (пен.) · Рамалданов 88' | Стадион: Баксель Арена Зрителей: 6 000 Судья: Рауф Джаббаров |

| 12 апреля 2018 матч 16 (первый) | Кешля (1)                 | 1:0     | Сумгаит (1)                        | Баку                                             |
| 17:00 AZST (UTC+5)              | Джавадов 58' · Меса 90+2′ | (отчёт) | В.Бейбалаев 20' · Э.Шахвердиев 85' | Стадион: Шафа Зрителей: 800 Судья: Рахим Хасанов |

| 18 апреля 2018 матч 16 (ответный) | Сумгаит (1)                                            | 1:1 (1:2 по сумме двух матчей) | Кешля (1)                             | Сумгаит                                                        |
| 18:00 AZST (UTC+5)                | Имамвердиев 64′ · Б.Гасанализаде 72' · В.Бейбалаев 81' | (отчёт)                        | Сохна 50' · Меса 61′ · Ф.Байрамов 65' | Стадион: Капитал Банк Арена Зрителей: 1 300 Судья: Алияр Агаев |

## Финал
| Кешля (1)        | 1:0     | Габала (1) |
| ---------------- | ------- | ---------- |
| Фарджад-Азад 71′ | (отчёт) |            |